# Hirtenberg (Adelsgeschlecht)

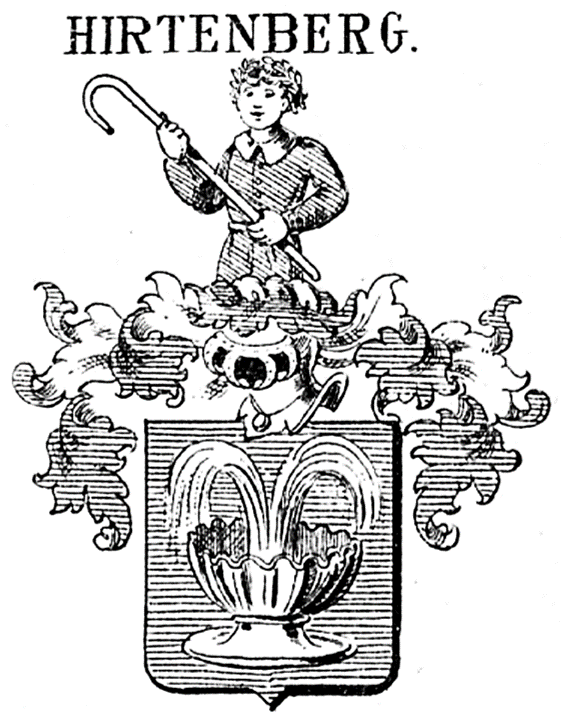
Wappen derer von Hirtenberg bei Siebmacher

Hirtenberg (auch: Pastorius von Hirtenberg und Hirtenberg-Pastorius) ist der Name eines alten pommerellischen Adelsgeschlechts.

## Geschichte
Am 19. Juli 1648 erhielt Adam Pastorius den schwedischen Adelsstand mit dem Prädikat „von Hirtenberg“. Später, am 6. Januar 1662, erhielt Joachim Pastorius das polnische Indigenat mit demselben Prädikat „von Hirtenberg“. Die Familie besaß 1682 in Westpreußen Klein-Kelpin und Smengorzyn im Kr. Danzig und hatte letztere Güter noch 1788 inne, bis sie dann im Jahr 1794 durch die Einheirat zweier Töchter in die Familie von Rautenberg-Klinski auf diese übergingen.

## Persönlichkeiten
- Joachim von Hirtenberg-Pastorius (1611–1681), Mediziner, Historiker, Philosoph und Dichter

## Wappen
Blasonierung: In Blau ein silberner Springbrunnen mit doppeltem Wasserstrahl. Auf dem blau-silbern bewulsteten Helm ein wachsender, grüngekleideter Jünglich mit Lorbeerkranz auf dem Haupt und einem Hirtenstab in den Händen. Die Helmdecken sind blau-silbern.